# Gušti su gušti
Gušti su gušti je prvi studijski album hrvatskog pjevača Alena Vitasovića koji sadrži 10 pjesama. Objavljen je 1994. godine.

## Pjesme
1. "Jenu noć"  (John Hiatt – Livio Morosin – Alen Vitasović )
2. "Po ud mene"
3. "Sandra"
4. "Ča je"
5. "Gušti su gušti"
6. "Ne moren bež nje"
7. "Katerina"
8. "Uzmi me"
9. "Ča, ja ću čekati"
10. "Finilo je sve"